# Средно училище „Св. св. Кирил и Методий“ (Карнобат)
Средно училище „Св. св. Кирил и Методий“ е гимназия в град Карнобат, област Бургас. Създадено е през 1864 г. Патрон на училището са братята Кирил и Методий. Разположено е на ул. „Димитър Благоев“ № 44.

## История
Училището е открито на 14 септември 1864 г. То се наименува на братята Кирил и Методий. От 1878 до 1886 г. освен отделенията се създават и класове. През 1886 г. класовете се отделят от първоначалното училище. През учебната 1939/1940 г. са разкрити три паралелки осми клас. Гимназията прераства в пълна смесена. Сформирани са 17 паралелки, обучавани от 21 учители. В периода от 1950 до 1952 г. училището е основно.